# Bickplecken
Der Bickplecken ist ein Berg mit einer Höhe von 275,4 m ü. NN auf der Grenze von Vlotho-Valdorf (Kreis Herford) und Lemgo-Welstorf sowie Bad Salzuflen-Wüsten (Kreis Lippe). Der Berg liegt im Süden des Ortsteils Valdorf. Er gehört zu den fünf höchsten Bergen des Kreises Herford und naturräumlich zum Weserbergland bzw. zu den Lipper Bergen. Südlich entspringt die Ilse.